# Chiesa di San Francesco d'Assisi (Montevideo)
La chiesa di San Francesco d'Assisi (in spagnolo: Iglesia de San Francisco de Asís) è un edificio di culto cattolico situato nella città vecchia di Montevideo, capitale dell'Uruguay. La chiesa è sede dell'omonima parrocchia dell'arcidiocesi di Montevideo.

## Storia
Un primo edificio fu costruito dai gesuiti nel 1724, anno della fondazione di Montevideo da parte degli spagnoli, dato che rende quindi la chiesa la più antica tra tutte quelle presenti nella capitale uruguaiana. Nel 1740 fu affidata ai francescani. Il 26 marzo 1842 si celebrò nella chiesa di San Francesco il matrimonio tra Giuseppe Garibaldi e Ana Maria de Jesus Ribeiro da Silva.
Nel 1864 si decretò che l'edificio, ormai pericolante, fosse abbattuto e ricostruito. Per il nuovo progetto fu indetto il primo concorso pubblico della storia dell'Uruguay. A vincere fu la proposta dell'architetto franco-uruguaiano Victor Rabú che pianificò una nuova chiesa neoromanica ispirata alla basilica di San Saturnino di Tolosa. I lavori, iniziati nel 1865, furono ultimati solamente nel 1895 con la realizzazione della torre e della cripta. A metà del XX secolo la guglia fu smantellata e ricostruita in cemento armato su progetto degli architetti Arocena e Boix.
Nel 1975 la chiesa è stata proclamata Monumento Nazionale dell'Uruguay.

## Descrizione
La chiesa presenta una pianta a croce latina con transetto terminante con un'abside semicircolare. Il piedicroce è suddiviso in tre navate, separate da pilastri sormontati da finti matronei. La navata centrale è sormontata da una volta a crociera, quelle laterali, suddivise in due piani, presentano quattro cappelle ciascuna alternate dai contrafforti.